# 경기도학생교육원
경기도학생교육원(京畿道學生敎育院, Gyeonggi-do Student's Education Institute)은 경기도 내의 학생들의 올바른 가치관을 정립하고, 공동체 의식 함양으로 국가와 세계 인류에 공헌할 수 있는 인재를 육성하기 위하여 경기도교육청 산하에 설치된 직속기관이다.
원장은 교육연구관으로 보한다.

## 연혁
- 1981년 10월 20일: 호국교육원 설치
- 2000년 5월 16일: 경기도호국교육원으로 변경
- 2012년 9월 1일: 경기도학생교육원으로 변경

## 조직
원장 3급 부이사관
- 교육기획운영부
- 운영지원부

### 산하 기관
- 경기도용인학생야영장
- 경기도포천학생야영장
- 경기도양평학생야영장
- 경기도여주학생야영장
- 경기도연천학생야영장
- 경기도김포학생야영장